# A Luz Que Se Apaga
A Luz Que Se Apaga (The Light That Failed) é um filme estadunidense de 1939, do gênero drama, dirigido por William Wellman. O astro Ronald Colman queria Vivien Leigh para o papel que coube a Ida Lupino, cujo sotaque cockney rouba o filme e cuja surpreendente atuação deu início à sua carreira de atriz dramática.
O roteiro é baseado no romance homônimo de Rudyard Kipling, publicado em 1890. A história já havia sido filmada anteriormente em 1916 e 1923 e o seria ainda uma vez, em 1961, para a TV, mas esta é a melhor versão.

## Sinopse
Dick Heldar é um pintor que está ficando cego, graças a ferimentos recebidos na guerra do Sudão. Antes de perder totalmente a visão, ele quer terminar sua maior obra, um retrato da mais famosa prostituta de Londres, Bessie Broke. Quando eles se apaixonam, a sociedade fica escandalizada e impede a união. Dick termina o quadro, que se revela uma obra-prima, mas Bessie, frustrada pela hipocrisia dos falsos moralistas, vandaliza-o em um ataque de raiva. Desesperado e já totalmente cego, Dick retorna ao Sudão e junta-se a seu amigo Torpenhow em uma última e fatal carga, montado em um magnífico e alegórico cavalo branco.

## Elenco
| Ator/Atriz       | Personagem     |
| ---------------- | -------------- |
| Ronald Colman    | Dick Heldar    |
| Walter Huston    | Torpenhow      |
| Ida Lupino       | Bessie Broke   |
| Muriel Angelus   | Maisie         |
| Dudley Digges    | O Nilgai       |
| Ernest Cossart   | Beeton         |
| Ferike Boros     | Madame Binat   |
| Pedro de Córdoba | Monsieur Binat |
| Colin Tapley     | Gardner        |